# Вукица Ђилас
Вукица Ђилас (Београд, 5. април 1948 – новембар, 2001) била је југословенска и српска уметница авангардне и експерименталне југословенске кинематографије, антиратна активисткиња и преводитељка. Њени филмски дневници које је снимала од 1970. године па до деведесетих представљају најзначајније филмско дневничко дело настало на подручју Југославије. Објављени су постхумно.
Поред тога, Вукица је имала једну од главних улога у дипломском филму Лазара Стојановића „Пластични Исус” због кога је он завршио у затвору.
Такође се бавила и колажима, али је мали број сачуван након њене смрти.

## Биографија
Рођена је 5. априла 1948. године, од родитеља Митре Митровић, револуционарке и прва министарке у историји Србије и Милована Ђиласа, најпознатијег политичког дисидента за време Титове Југославије. Име је добила по Вукици Митровић, која је била Митрина веза са партијским руководством. Похађала је Факултет драмских уметности у Београду, а режисер Слободан Шијан је описује као „интелектуалку велике радозналости”.
Њен партнер био је Бранко Вучићевић. Он је након Вукичине смрти предао њене снимке Академском филмском центру Дома културе „Студентски град” 2003. године. Бранко је такође учествовао у састављању и преснимљавању њених филмских дневника, у којима се неретко појављивао.
Преминула је у новембру 2001. године као последица болести неколико месеци након смрти њене мајке. Борка Павићевић је написала текст посвећен њој под називом „Вукица која се чује” у зборнику „Жене за мир” 2002. године.

## Филмски дневник
Вукица Ђилас је од 1970. Године носила свуда са собом малу 8 мм „пентака“ камеру и бележила тренутке из свог живота методом "сличица по сличица". Занимала се за андерграунд филм, а за креирање својих филмских дневника служила се методом Џонаса Мекаса. Макар једном недељно се бавила сређивањем тих филмова све до деведесетих година. Укупно трајање материјала је 2 сата и пет минута. На снимцима налази се она она, у неким тренуцима нага, са Ворхоловим плакатом, снимала је мртву природу, свој стан, постере на зиду, Београд итд.
У великом броју тих тренутака налази се и Бранко Вучићевић, њен тадашњи партнер. На снимцима се уочавају њихови призори из Београда, Љубљане, Ровиња, Венеције, Париза, Њујорка, Лондона… Такође и у Цириху испред "Кабареа Волтер" (Voltaire), место рођења дадаизма током њиховог „дада туризма”.
Такође је снимала и остале људе који су јој били занимљиви. Уочавају се Карпо Аћимовић Година, Борка Павићевић, Јоца Јовановић, Илија Башић и Рајко Грлић у Пули, Вук Бабић, Предраг Бајчетић, Слободан Шијан, Милош Радивојевић, Срђан Драгојевић у гостима, Желимир Жилник за писаћом машином и како чита новине и остали. На филмовима се налазе и уметници и уметнице који су били активни у Студентском културном центру 1976. године. Ту су Марина Абрамовић, Горанка Матић, Борис Демур, Младен Стилиновић, Гергељ Урком, Неша Париновић, Драгица Вукадиновић, Биљана Томић, Бојана Мојсов, Иван Вејвода, Гојко Шкарић итд.
Значајан је и њен рад снимљен за емисију Дуње Блажевић који се бави Марселом Дишаном.
На њеним снимцима налази се и њена мајка Митра Митровић, у парку је са Бранком и Вукицом у једној сцени, приказана је и како штрика. Снимала је фестивале БИТЕФ, ФЕСТ, Пулски фестивал, Бијенале, изложба о дадаизму током њеног и Бранковог “дада туризма”, као и све промене које су се временом догађале и дух времена који се мењао.
Њена дела су објављена тек постхумно, а први пут су приказана 2006. године. Слободан Шијан је учествовао у састављању целине од 50 минута под називом „Home movies” која је приказана први пут на Фестивалу алтернативног филма и видеа у у Дому културе Студентски град крајем 2015. Године. Слободан Шијан јој је посветио поглавље у својој књизи “Филмус”, а такође је њен рад сматран пионирским на нашем подручју.
The end је наслов Вукицине последње траке. У овој завршној траци филма коју је Вукица монтирала када је била болесна, камера се помера преко њених груди, пупка и кључне кости. Појављују се Дизнијеви „The end” натписи за цртаће, антички ликови и фреске, ружно паче, њене груди, суво цвеће, титл "Обрада ТВ Београд", Thats all folks, Ровињ, рупице па бланк. Вукица Ђилас је преминула од рака плућа.

## Положај у југословенској експерименталној кинематографији
Филмови Вукице Ђилас су занемарени у југословенској авангардној историји и у ширем контексту југословенске експерименталне кинематографије.
Између 1946. и 1990. године у Југославији су снимљена 883 дугометражна филма од стране 266 редитеља. Ипак је до 1976. године у истој земљи било приближно 700 жена које су радиле у филмској индустрији, само је седам успело да сними 15 играних филмова у 54 године. Интересовање за југословенску експерименталну кинематографију је фокусирано на мушке филмске ствараоце сматра Петра Белц. „Иновативни” филмови Вукице Ђилас нису успели да нађу место у претежно мушком филмском сектору, те је њен рад остао маргинализован она пише. Такође сматра да њен рад открива „феминистички потенцијал”. Додатно, Лазар Стојановић је описао као феминисткињу која је била јако самостална.

## Активизам
Вукица Ђилас је била једна од запажених учесница студентских протеста 1968. године. Помагала је у раду Недељника Време од оснивања. Истраживала је о расним законима, Нирнбергу и последицама Трећег рајха и поредила са сломом ауторитарног режима Слободана Милошевића. Поред тога, учествовала је у антиратним протестима деведесетих година.
Даша Дрндић је о Вукици написала:
| „ | Слала ми је фрагменте свог мучног и паметног рукописа у којем, корачајући кроз блато покушава се успети на дугу. Није успјела. Обраћала се разним повијестима, све су јој окренуле леђа. Повијест повијесна, повијест сликарска и пјесничка, повијест филмска и филозофска. Ниједна од тих повијести нису знале одговор на њено питање: зашто рат(ови)? Зашто сам изван? Сви њени покушаји да се побуни, показали су се недјелотворни. | ” |

Присуствовала је на мировним скуповима и протестима '93. Присуствовала је протестима '91 и '92 испред Скупштине Србије.
Као најбољe и најмасовније окупљање описује растезање црне траке од Албаније до Славије 31. маја '92. када је присуствовало осамдесет хиљада људи ради протеста због рата у Босни и Херцеговини. Тај догађај је познат и као Црни флор.

## Делo „Напомене: Енциклопедија мртвих”
Постхумно је 2003. године објављено њено дело Напомене : Енциклопедија мртвих. Назив је инспирисан делима сликара Младена Стилиновића називом „Експлоатација мртвих”. Вукица је Младена познавала од лета 1963. године. Вукица ту говори o њеном пријатељству са њим, али и прави поређења и пише о ратовима који су де одигравали на простору бивше Југославије током деведесетих.
| „ | Од експлоатације мртвих знакова, мада не у уметности него у (такозваном стварном) животу – овде “код нас” – вође су у име тих истих знакова, и у име мртвих вера и мртвих идеологија, прешле на убијање људи који нису “заједно” с њима под тим истим мртвим знаком, него су под својим мртвим знаком – у име којег ти други такође убијају… Ту нема метафоре, сви ти самозвани заступници смрти су људи мртвог духа и усахлих осећања, овде су им само тела, душе су већ у најнижем понору деветог круга | ” |

Вукица спомиње рат у Словенији '91 године. Када се почетком јула те године завршио рат у овој земљи, схватила је да више нема наде и да ће се све њене стрепње обистинити. Такође је писала и о опсади Вуковара. Тада је написала писмо намењено Младену, али које није могла поштом послати. Додатно је Младен тад био у иностранству. Он то писмо никада није имао прилике да то прочита.
| „ | “Бог” није мртав, јер није никада ни живео, пошто је с оне стране тих антропоморфних објашњења. Божанско вечно превазилази све ограничене људске одреднице постојања. Бог наших локалних (еx-Yу) времена и простора је мртви симбол у чије име безначајни стрвинари и душождери уништавају све добро и живо. Делајући у име мртвог појма представљеног мртвим знаком – некакве националне суштине коју стално објашњавају јер им уопште није јасна, пошто је ни нема – покушавају да униште и све друге појмове – веру, љубав и наду – да би нам уместо њих наметнули своје материјализоване утваре за које сматрају да поседују умне и емотивне вредности. Они те утваре називају разним именима: национална свест, одабрани народ, народни дух, биће народа.. | ” |

Рат је такође утицао и на њен филмски рад, те истиче у јулу '91 године да месецима није могла ни да пише, ни да прави колаже, као ни да нешто снима или да монтира њене филмове. Телевизију је готово престала да гледа средином јула '91, а новине је и даље читала. Куповала је Борбу и Политику. Политику је престала да купује због „штедње и велике количине будалаштина које су тамо писали”.
| „ | Ако нам језик умногоме одређује националну припадност, тек ми онда ништа није јасно, избегли Срби из Хрватске са којима сам разговарала овде у Београду говоре језиком који овдашњи “староседеоци” зову хрватски. Говорите ли срватскохрпски? Којим језиком ћутите? Којим језиком ходате? Којим језиком пливате? Којим језиком гледате? Којим језиком сањате? На којем се језику љубите? | ” |

## Преводи
Преводи романа
- Колевка за мацу, Курт Вонегат, 1978
- Човек који је пао на земљу, Тивис Волтер, 1979

Неки од превода чланака из области филмске теорије
- Зовем се Џон Форд ја правим вестерне, 1980
- Светло у тами : (Холивуд: 1971-1991), 1991
- Нарација у филму фикције, 1993
- Приповедање светлошћу : (студије о филмској тачки гледишта), 1993
- Приче из Холивуда, 1994
- Филм заточеништва : Жак Ривет: Редовница (1966), по роману Денија Дидроа, 1995
- Норвешки филм = Norvegian film = Norsk film, 1997
- Радови = Works: 1989-1997, 1998
- Видео уметност у Србији = Video Art in Serbia, 1999[12]